# Sphecotheres
Sphecotheres és un gènere d'ocells de la família dels oriòlids (Oriolidae). Es troba en hàbitats boscosos a Austràlia, Nova Guinea i les illes Petites de la Sonda.

## Descripció
Presenten un fort dimorfisme sexual, amb mascles que tenen les parts superiors de color verd oliva, el cap negre i (excepcionalment per a la família) una pell facial de color vermell brillant distintiva. Les femelles són de colors apagats, marró per sobre i blanques per sota amb marcades franges fosques. Tenen la pell facial grisenca i el bec negre grisenc.

## Comportament i ecologia
En comparació amb els oriols “típics” del Vell Món del gènere Oriolus, els figuers són més frugívors (tot i que també mengen alguns insectes petits, nèctar i llavors) i són gregaris, fins i tot es reprodueixen en colònies petites i disperses (almenys per al figuer de Viellot; els hàbits de nidificació encara es desconeixen per a les altres dues espècies).

## Taxonomia
Anteriorment, les tres espècies es consideraven coespecífiques, però ara totes les principals autoritats les consideren com a espècies separades. La divisió es basa principalment en diferències en la mida, el plomatge i la biogeografia.
Segons la Classificació del Congrés Ornitològic Internacional (versió 15.1, 2025) aquest gènere està format per tres espècies:
- Sphecotheres viridis - figuer de Timor.
- Sphecotheres hypoleucus - figuer de Wetar.
- Sphecotheres vieilloti - figuer de Vieillot.